# 伊勒桥
伊勒桥是瑞士日内瓦的一座跨罗讷河桥梁，经过罗讷河上伊勒岛，因而得名，桥上有日內瓦路面電車线路。